# Улица Усиевича (Москва)
У́лица Усие́вича — улица в Северном административном округе города Москвы на территории района Аэропорт. Расположена между улицами Черняховского и Балтийская.

## История
В 1925 году улицы села Всехсвятское — Новая Всехсвятская, 2-я Всехсвятская и 3-я Всехсвятская были переименованы в честь Григория Александровича Усиевича, соответственно, в 1-ю, 2-ю и 3-ю улицы Усиевича. 25 декабря 1961 года 1-я и 3-я улицы Усиевича были объединены в одну улицу, которая получила название улица Усиевича. В 2006 году 2-я улица Усиевича была переименована в улицу Авиаконструктора Яковлева.

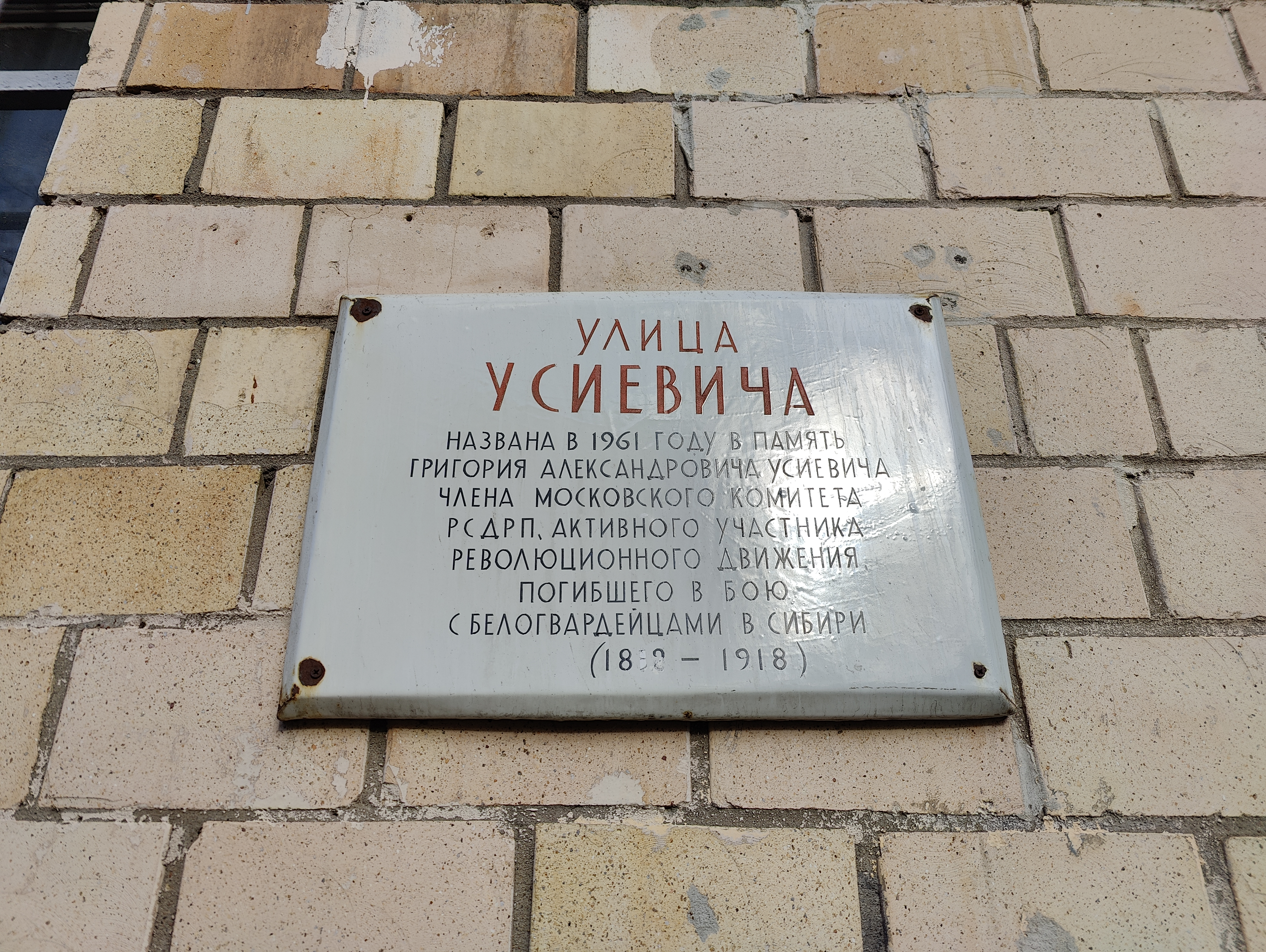
Мемориальная табличка

## Примечательные здания и сооружения
По нечётной стороне:
- № 1а — частный жилой дом, принадлежал лётчику-испытателю Жукову Александру Ивановичу[1]
- № 9 — жилой дом. Здесь в 1965—1996 годах жил композитор Микаэл Таривердиев[2];
- № 13 — в доме жил живописец Иван Сорокин[3];
- № 15 — жилой дом. Здесь жили театральный художник Э. Г. Стенберг (в 1961—2002 гг.)[4], живописец В. П. Ефанов[5];
- № 17 — жилой дом. Здесь в 1961—1996 годах жил композитор Владимир Терлецкий[6];
- № 23 — управы районов САО, Аэропорт. Здесь в 1961—1976 годах жил танковый конструктор Николай Кучеренко.
- № 25, корп. 1 — жилой дом. Здесь жил москвовед Эммануил Двинский[7];
- № 27, корп. 1 — отделение Росгосстраха;
- № 31 — колледж архитектуры и строительства № 7;
- № 31-а — школа № 684.

По чётной стороне:
- № 6 — лицей № 1575;
- № 12/14 — кинотеатр «Баку» (1974, архитекторы И. Волков, Э. Смолин, Л. Фадеева);
- № 16 — почтовое отделение № 125190;
- № 18 — радиовещательная компания «МГРС»;
- № 20 — Всероссийский институт научной и технической информации РАН (ВИНИТИ РАН);
- № 20, корп. 1 — бизнес-центр «Сокол Плаза».

## Транспорт
По улице проходят автобусы 132, 105к, 110.
Ближайшие станции метро —  Сокол,  Аэропорт.

## Северо-Западная хорда
Северо-Западная хорда — автомобильная дорога в Москве. Строится вместо Четвёртого транспортного кольца, от которого было решено отказаться в силу его крайней дороговизны.
Северо-Западная хорда насчитывает в себе 5 участков, которые проектируются и строятся отдельно друг от друга.
Улица Усиевича примыкает к Балтийской улице, под которой проходит Алабяно-Балтийский тоннель, построенный в составе первого участка строительства Северо-Западной хорды в составе развязки на Соколе как части проекта «Большая Ленинградка».
Первая очередь Алабяно-Балтийского тоннеля выходит на Балтийскую улицу между Ленинградским проспектом и путями Рижского направления Московской железной дороги, что позволяет использовать тоннель не только транзитными автомобилями, но и для проезда жителей Балтийской улицы, улиц Часовой, Усиевича и Авиаконструктора Яковлева, а также близлежащих к ним районов.